# Jüdischer Friedhof (Dupniza)
Koordinaten: 42° 15′ 46″ N, 23° 6′ 34″ O

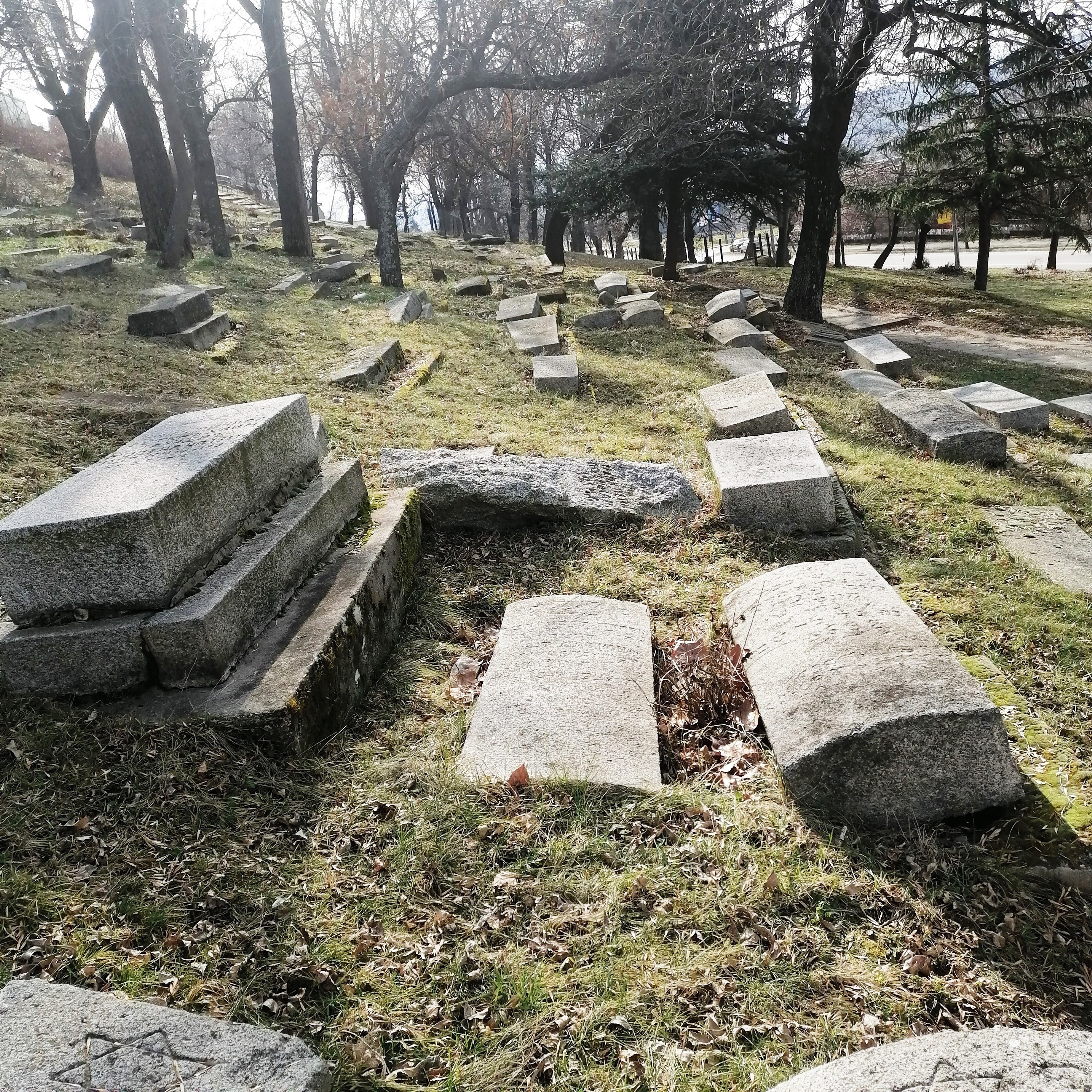
Jüdischer Friedhof Dupniza (Februar 2021)

Der Jüdische Friedhof Dupniza liegt in der Stadt Dupniza in der Oblast Kjustendil in Westbulgarien. Auf dem jüdischen Friedhof im Zentrum der Stadt westlich der Bistriza sind zahlreiche Grabsteine erhalten.